# 井上テテ
井上 テテ（いのうえ テテ、1978年10月11日 - ）は、千葉県出身の劇作家、脚本家、演出家、映画監督、役者。劇団マカリスター主宰。

## 作品歴

### 映画
- イニシエーション・ラブ（2015年）脚本
- 退屈なエンドロール（2023年）監督・脚本
- ガールズドライブ（2023年）脚本[1]
- エリカ（2026年予定）脚本

### TVドラマ
- 大!天才てれびくん 大天才テレビジョン（2012年 -、NHK）（出演：出川哲朗、鈴木あきえ、てれび戦士、ふかわりょう、ウド鈴木、上島竜兵、斎藤洋介）脚本
- マッサージ探偵ジョー（2017年4月9日 ‐ 7月2日、テレビ東京）脚本
- 宇宙戦隊キュウレンジャー（2017年 - 2018年、テレビ朝日）脚本
- 噂の女（2018年4月 ‐ 6月、BSジャパン）脚本
- 報道スクープ映像 昭和・平成の衝撃事件！大追跡SP「ロス銃撃事件“疑惑の真相” 新証言！刑事たちの戦い」（2019年3月31日、フジテレビ）脚本
- W県警の悲劇（2019年7月 - 9月、BSテレ東）脚本
- 魔進戦隊キラメイジャー（2020年 - 2021年、テレビ朝日）脚本
- 世にも奇妙な物語 '21 秋の特別編「スキップ」（2021年11月6日、フジテレビ）脚本[2][3]
- 顔だけ先生（2021年10月9日 - 12月18日、東海テレビ）脚本
- あせとせっけん（2022年2月4日 - 4月1日、MBS）脚本[4]
- アクトレス（2023年、Lemino・ひかりTV）脚本
- めぐる未来（2024年、読売テレビ・日本テレビ）脚本

### ネット配信
- ヨドンナ（2021年）脚本[5]
- ヨドンナ２（2021年）脚本
- 私の正しいお兄ちゃん（2021年10月15日 - 、FOD）脚本
- 死神さん２（2022年）出演
- ヨドンナ3 ヨドンナのバレンタイン（2023年）脚本
- ヨドンナ THE FINAL（2024年）脚本[6]

### TVアニメ
- ドラえもん (2005年のテレビアニメ)（2011年、テレビ朝日）脚本協力
- 仮面ライダーゼロワン ショートアニメ EVERYONE’S DAILY LIFE（2020年、東映特撮ファンクラブ）脚本
- 仮面ライダーセイバー ショートアニメ 『別冊 仮面ライダーセイバー 短編活動萬画集』（2021年、東映特撮ファンクラブ）脚本
- 仮面ライダーリバイス ショートアニメ 『ゆだって最高！リバイスアニメ 湯けむりパラダイス A GO!GO!』脚本
- 逃走中 グレートミッション　脚本

### 舞台作品

#### 劇団マカリスター
- いいひとバスターズ（2015年）脚本・演出・出演
- 変幻拍士（2016年）脚本・演出・出演
- 僕∈∈君（2016年）脚本・演出・出演
- 同窓会ディスコ（2018年）脚本・演出・出演
- 解釈のジレンマ（2018年）脚本・演出・出演
- 危険なララバイ（2019年）脚本・演出・出演
- かかりがかり（2020年）脚本・演出・出演[7]
- ヌシのハラ（2022年）脚本・演出・出演[8][9][10]
- なんだコイツ（2023年）
- 劇団マカリスター短編集（2023年）
- なんでそこまで（2024年）脚本・演出・出演[11]
- 僕は君にぞくぞくしている（2024年）脚本・演出・出演[12]

#### IRONBANK
- バリスタ物語『3万円ゲーム』（2012年）脚本・演出
- メタルサプライズ（2012年）脚本・演出
- バリスタ物語『ラストダンスをお前に』（2012年）脚本・演出
- 同窓会ディスコ（2012年）脚本・演出・出演
- バリスタ物語『あの中指へし折ってやろうか』（2012年）脚本・演出
- 魔法少女はミュージカルがお好き （2012年）脚本・演出
- 返り咲きリビングデッド（2013年）脚本・演出
- 面接ROCK（2013年）脚本・演出
- メタルサプライズ 再炎（2013年）脚本・演出
- 魔法少女はミュージカルがお好き 再宴（2013年）脚本・演出
- サイケデリックフレネミー（2013年）脚本・演出
- コメディーショー「コトリミラクル」（2013年）脚本・演出
- 文藝のフュージョン（2013年）脚本・演出
- 生贄のクラシック（2013年）脚本・演出
- ばけりのふし松（2013年）脚本・演出
- 嘘の手紙（2014年）脚本
- わびらいぶ（2014年）脚本・演出
- 今日が誰かのアレだから（2014年）脚本・演出

#### その他
- 私設☆高円寺演劇協会「脳詐欺！〜手軽なお化けの作り方〜」（2012年）脚本
- projectDREAMER2012 「ヘレネのファインプレー〜少女紙袋伝説〜」（2012年）脚本・演出
- funnyfarm「特殊清掃GO!GO!GO!」（2013年）脚本・演出
- 劇団たいしゅう小説家「バリスタ物語劇場版 歳末ハードコアセール」（2013年）脚本・演出
- 演劇集団Z-Lion「檻からホットブラザーズ」（2012年）脚本協力
- 演劇集団Z-Lion「a Novel 文書く show」（2013年）脚本協力
- projectDREAMER2014 「アルゴリズム、虎よ！」（2014年）脚本・演出
- 演劇集団Z-Lion「Can you believeファンタスケッチ?」（2014年）脚本協力
- 劇団たいしゅう小説家「サンダービートで踊らせて」（2014年）脚本・演出
- 劇団たいしゅう小説家コメディショー「it's（笑）time」（2014年）脚本・演出
- 劇団たいしゅう小説家「本能のイノベーション」（2014年）脚本・演出
- キバコの会 第5回公演「KAKOCHI-YA」（2014年、演出：堤幸彦）脚本
- 演劇集団Z-Lion「This is a お感情博士」（2014年）脚本協力
- 演劇集団Z-Lion「まっ透明なAsoべんきょ～」（2015年）脚本協力
- 男〆天魚「不完全パッケージ」（2015年）脚本・演出
- 演劇集団Z-Lion特別公演「隣はラジカル」（2016年）脚本
- LIVE ACT「BLAZBLUE」～CONTINUUM SHIFT～再起動（2016年）演出
- Grand Stage（2016年10月、赤坂RED/THEATER）脚色・演出[13]
- 崖っぷちウォリアーズpresents『中野演劇フェス!!』「正義でいるうちに」脚本・演出（2018年）
- 男〆天魚「週刊少年てんぎょ」脚本・演出（2019年）
- 天才てれびくん the STAGE〜てれび戦士REBORN〜（2020年1月23日 - 1月26日、ヒューリックホール東京 / 2020年2月1日 - 2月2日、COOL JAPAN PARK OSAKA WWホール）演出[14]
- 六番目の小夜子（2022年1月7日 - 16日、新国立劇場 小劇場）演出[15][16]
- 精霊の守り人（2023年7月29日 - 8月6日上演予定、日生劇場ファミリーフェスティヴァル 2023）脚本[17][18][19]
- リーディングシアター「アドレナリンの夜」（2023年9月24日、企画／原作：秋元康　総合演出：堤幸彦　東京建物 Brillia HALL）脚本

### ライブ・ショー・イベント
- 天装戦隊ゴセイジャーショー 第2弾（2010年、東映）脚本・演出
- 獣電戦隊キョウリュウジャーショーシリーズ第1弾「シアターGロッソに現る」（2013年、東映）脚本・演出
- 獣電戦隊キョウリュウジャーショーシリーズ第2弾「雷鳴の勇者キョウリュウゴールド見参！！」（2013年、東映）演出
- 獣電戦隊キョウリュウジャーショーシリーズ第3弾「荒れるぜ！真夏のキョウリュウ大決戦！！」（2013年、東映）脚本・演出
- 仮面ライダー×スーパー戦隊 Wヒーローウィンターカーニバル2014（2014年、東映）脚本
- 獣電戦隊キョウリュウジャーショーシリーズ第5弾「決めるぜ！史上最強のブレイブフィニッシュ！！」（2014年、東映）脚本
- 烈車戦隊トッキュウジャーショーシリーズ第1弾「烈車戦隊トッキュウジャー！シアターGロッソに現る！！」（2014年、東映）脚本・演出
- 仮面ライダー×スーパー戦隊 グランドプリンスホテル新高輪「ヒーローライブスペシャル2014」（2014年、東映）脚本
- 烈車戦隊トッキュウジャーショーシリーズ第2弾「出発進行！夢のGロッソ号！！」（2014年、東映）演出
- 仮面ライダー×スーパー戦隊 Wヒーロー夏祭り2014「仮面ライダー鎧武　スーパーステージ」（2014年、東映）演出
- 烈車戦隊トッキュウジャーショーシリーズ第3弾「新戦士6号発進！炎の特急決戦！」（2014年、東映）脚本
- 烈車戦隊トッキュウジャーショーシリーズ第4弾「俺が烈車になる！ハイパートッキュウ1号出発進行！！」（2014年、東映）演出
- 烈車戦隊トッキュウジャーショーシリーズ第5弾「最終烈車がやってくる！輝けレインボーライン！！」（2015年、東映）脚本・演出
- 手裏剣戦隊ニンニンジャー太秦映画村スペシャルショー（2015年、東映）脚本・演出
- 仮面ライダー×スーパー戦隊 グランドプリンスホテル新高輪「ヒーローライブスペシャル2015」（2015年、東映）脚本
- 手裏剣戦隊ニンニンジャーショーシリーズ第4弾「負けられない戦い！ザ・超絶！忍術合戦！！」（2015年、東映）脚本
- 手裏剣戦隊ニンニンジャーショーシリーズ第5弾（2016年、東映）脚本・演出
- 仮面ライダースーパーライブ2016（2016年、東映）脚本
- 動物戦隊ジュウオウジャー太秦映画村スペシャルショー（2016年、東映）脚本・演出
- 動物戦隊ジュウオウジャーショーシリーズ第４弾（2016年、東映）演出
- 宇宙戦隊キュウレンジャーショーシリーズ第４弾（2017年、東映）脚本・演出
- 宇宙戦隊キュウレンジャーショーシリーズ第５弾（2018年、東映）演出
- 仮面ライダースーパーライブ2018（2018年、東映）脚本
- 快盗戦隊ルパンレンジャーＶＳ警察戦隊パトレンジャーショーシリーズ第１弾（2018年、東映）脚本・演出
- 仮面ライダー×スーパー戦隊 グランドプリンスホテル新高輪「ヒーローライブスペシャル2018」（2018年、東映）脚本
- 仮面ライダー×スーパー戦隊 Wヒーロー夏祭り2018「仮面ライダービルド　スーパーステージ」（2018年、東映）脚本・演出
- 快盗戦隊ルパンレンジャーＶＳ警察戦隊パトレンジャーショーシリーズ第４弾（2018年、東映）脚本・演出
- 騎士竜戦隊リュウソウジャーショーシリーズ第２弾（2019年、東映）脚本・演出
- 騎士竜戦隊リュウソウジャーショーシリーズ第４弾（2019年、東映）演出
- 魔進戦隊キラメイジャーショーシリーズ第２弾（2020年、東映）脚本・演出
- 魔進戦隊キラメイジャーショーシリーズ第４弾（2021年、東映）脚本・演出[20]
- 機界戦隊ゼンカイジャーショーシリーズ第１弾（2021年、東映）脚本・演出
- 仮面ライダー×スーパー戦隊 Wヒーロー夏祭り2021（2021年、東映）脚本・演出
- 仮面ライダースーパーライブ2022（2022年、東映）脚本
- 機界戦隊ゼンカイジャーショーシリーズ第４弾（2022年、東映）脚本・演出
- 「50×45　感謝祭　Anniversary LIVE & SHOW」キャラクターパート脚本
- 暴太郎戦隊ドンブラザーズショーシリーズ第２弾鬼アツ！Gロッソで祭りだ祭りだ！ 新たなる戦士ドンドラゴクウ見参！！（2022年、東映）脚本・演出
- 超英雄祭２０２３　総合演出
- 王様戦隊キングオージャーショーシリーズ第1弾（2023年、東映）脚本・演出
- 超英雄祭２０２４　総合演出
- 爆上戦隊ブンブンジャーショーシリーズ第1弾　シアターGロッソに現る！！（2024年、東映）脚本
- 仮面ライダーガッチャード ガッチャンコFESTIVAL‼︎（2024年、東映）ショー脚本
- 超英雄祭２０２５　総合演出
- ナンバーワン戦隊ゴジュウジャーショーシリーズ第2弾　新たな戦士がGロッソで世直しだ！ 救世主ゴジュウポーラー見参！！（2025年、東映）脚本•演出